# ستيفن هنري أولين
ستيفن هنري أولين (بالإنجليزية: Stephen Henry Olin)‏ هو مدير أكاديمي ومحامي أمريكي، ولد في 22 أبريل 1847 في ميدلتاون في الولايات المتحدة، وتوفي في 6 أغسطس 1925 في نيويورك في الولايات المتحدة.